# Nawagraha
Nawagraha (dewanagari ग्रह, Dziewięciu porywaczy) – określenie planety w hinduizmie i wedyjskim systemie astrologicznym, dźjotisza. W tym systemie używane są następujące planety: Surja (Słońce), Ćandra (Księżyc), Mangala (Mars), Budha (Merkury), Bryhaspati (Jowisz), Śukra (Wenus), Śani (Saturn), Rahu (Węzeł księżycowy), Ketu (Węzeł księżycowy).

## Władcy znaków
| Surja | Ćandra | Mangala          | Budha             | Bryhaspati      | Śukra      | Śani                |
| ----- | ------ | ---------------- | ----------------- | --------------- | ---------- | ------------------- |
| Lew   | Rak    | Baran i Skorpion | Bliźnięta i Panna | Strzelec i Ryby | Byk i Waga | Koziorożec i Wodnik |

## Porównania
| Surja  | Ćandra | Mangala      | Budha | Bryhaspati         | Śukra               | Śani               |
| ------ | ------ | ------------ | ----- | ------------------ | ------------------- | ------------------ |
| Ojciec | Matka  | Matka        | Wujek | Dziadek            | Ojciec              | Starszy brat       |
|        |        | Młodszy brat |       | Dzieci             | Żona (diagram męża) | Inni starsi bracia |
|        |        |              |       | Syn                | Siostra             |                    |
|        |        |              |       | Mąż (diagram żony) | Córka               |                    |

## Kult nawagraha
W kilku częściach Indiach spotkamy świątynie, w których do dzisiaj utrzymał się kult Nawagraha - dziewięciu bóstw planet. Między innymi blisko miasta Kumbakonam, w Tamilnadu; inna świątynia jest w Guwahati w stanie Asam.
W kulturze wedyjskiej każdej planecie, księżycowi i gwiazdom przypisuje się posiadanie boskiej Duszy, Jaźni uważając, że są to byty duchowe mające materialne ciała. Stąd zwyczaj personifikowania planet, księżyca i słońca oraz ważniejszych gwiazd. Skutkiem takiego pojmowania przyrody i kosmosu jest pogląd iż cała planeta jest żyjącą istotą, duszą, a wszystkie formy życia są ze sobą powiązane jako żyjące w świadomości logosu planety, duszy czy ducha planety. Następstwem oczywiście jest bogata mistyka i mitologia istot planetarnych i kosmicznych. 
W ezoteryce tantrycznej, w tak zwanej jodze planet, także w astrologii wedyjskiej wykonuje się pewne formuły modlitewne, mantry z użyciem różańca mali dla przezwyciężenia niekorzystnych wpływów ducha czy bóstwa księżycowego na los człowieka. Z uwagi na wielki wpływ księżyca na ziemię i żyjące stworzenia są to często wykonywane mantramy i bardzo polecane przez astrologów wedyjskich i mistrzów tantry.